# Говард Лавкрафт
Го́вард Фі́ліпс Ла́вкрафт (англ. Howard Phillips Lovecraft; 20 серпня 1890 — 15 березня 1937) — американський письменник, журналіст та поет, який писав у жанрах жахів та містики, поєднуючи їх в оригінальному стилі. Засновник вигаданого всесвіту міфів Ктулху. За життя Лавкрафта його твори в більшості публікувалися в pulp-журналах, а після смерті письменника здійснили помітний вплив на формування сучасної масової культури, а сам Лавкрафт став однією з найзначніших осіб для жанру жахів. Його творчість настільки унікальна, що твори Лавкрафта виділяються в окремий піджанр — так звані лавкрафтівські жахи. Г. Ф. Лавкрафт є одним із найвідоміших митців і пропонентів напрямку химерна фантастика.

## Біографія

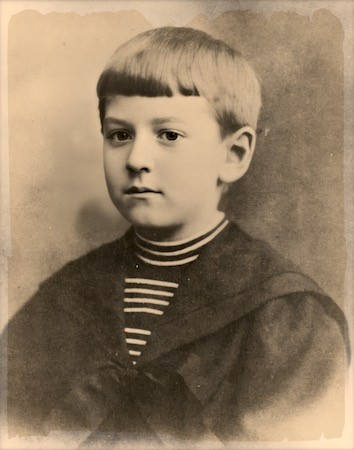
Дев'ятирічний Говард

### Дитинство і юність

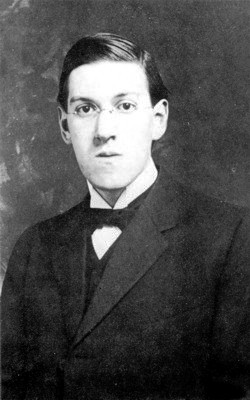
Лавкрафт у 1915 році

Лавкрафт народився 20 серпня 1890 року в 9:00 ранку у своєму будинку на 194 (пізніше 454) Енджелл Стріт у Провіденсі, Род-Айленд (будинок знесли у 1961 році). Він був єдиною дитиною у Вінфілда Скотта Лавкрафта, який працював комівояжером, і Сари Сьюзен Філіпс Лавкрафт. Його батьки могли простежити свій родовід в Америці від колонізації Массачусетської затоки в 1631 році. У 1893 році, коли Говарду було три роки, його батько пережив нервовий зрив, коли перебував у готелі в Чикаго, після чого був поміщений до психіатричної лікарні, де провів п'ять років, аж до своєї смерті 19 липня 1898 року.
Після смерті батька хлопчика виховувала мати, дві тітки і, особливо, дід — Віппл Ван Б'юрен Філліпс. У діда була найбільша бібліотека в місті, що відіграло значну роль у формуванні читацьких пристрастей Говарда. Він рано почав читати й писати сам.
З раннього дитинства Лавкрафт мав слабке здоров'я. За деякими свідченнями, він страждав від посиленої чутливості до холоду й навіть від невеликого морозу міг знепритомніти. Практично не маючи друзів, він більшість свого часу проводив у діда в бібліотеці. Але його інтереси не обмежувалися літературою, він серйозно займався хімією, астрономією, історією (особливо історією рідного штату й Нової Англії). Ще в шкільному віці самостійно почав видавати рукописні газети й часописи, що присвячував своїм науковим інтересам та дослідженням («The Scientific Gazette» (1899—1907) і «The Rhode Island Journal of Astronomy» (1903—1907)). Розповсюджувалися вони в основному серед однокласників.
У школі (англ. Hope Street High School) його інтереси та дослідження схвалювалися вчителями, які замінили Говарду друзів серед однолітків. У 1906 році його статтю з астрономії вперше опублікував «The Providence Sunday Journal». Пізніше він став постійним ведучим колонки (колумністом) у «The Pawtuxet Valley Gleaner», присвяченій астрономії. А згодом і в таких виданнях, як «The Providence Tribune» (1906—1908), «The Providence Evening News» (1914—1918) та «The Asheville» (NC) «Gazette-News» (1915).
1904 року помер дід Говарда. Разом з матір'ю, через фінансові труднощі, вони були змушені залишити маєток, у якому жили, та переїхати у тісну квартиру в будинку № 598 на Енджелл Стріт. Говард дуже переймався через утрату свого будинку. 1908 року в самого Говарда стався нервовий зрив, що змусило його залишити школу, так її й не закінчивши. Спроба вступити до Університету Брауна закінчилася невдало, що призвело до ще більш усамітненого способу життя Лавкрафта.

### Початок активної творчості
З 1908 по 1913 рік Лавкрафт практично не виходив з дому, продовжуючи займатися астрономією та поезією. Читаючи багато pulp-журналів, серед яких був «The Argosy», він наткнувся на любовні історії Фреда Джексона, що спонукало його написати гнівного листа до редакції журналу. Лист було опубліковано в 1913 році, і це викликало хвилю протестів з боку шанувальників Джексона. Відбулася полеміка на сторінках журналу, до якої було залучено багато людей. Серед них був і Едвард Ф. Даас, президент United Amateur Press Association (UAPA). Це була організація, що включала молодих авторів з усієї країни, які писали й видавали власні журнали. Він запропонував Лавкрафту стати членом UAPA; 1914 року Лавкрафт на його пропозицію пристав.
Лавкрафт почав видавати власний журнал «The Conservative» (1915—1923), у якому публікував свою поезію, а також статті та есе, написані як спеціально для цього видання, так і ті, що були надіслані в інші журнали. Загалом вийшло 13 випусків «The Conservative». Пізніше «Necronomicon Press» перевидали ці випуски разом з іншими працями Лавкрафта. Надалі Лавкрафт став президентом і головним редактором UAPA.
Уже маючи досвід написання художньої літератури раніше («Звір у підземеллі» («The Beast in the Cave», 1905) і «Алхімік» («The Alchemist», 1908)) і тепер занурившись у світ аматорської прози, Лавкрафт знову взявся за перо вже як письменник-фантаст — вперше з 1908 року. У 1917 році успішно видано «Склеп» («The Tomb») і «Дагон» («Dagon»). Тепер основним заняттям і захопленням автора стали проза, поезія і журналістика.

### Одруження та життя в Нью-Йорку
У 1919 році нервовий зрив трапився вже з матір'ю Лавкрафта. Її також, як колись і батька, помістили до психіатричної лікарні, звідки вона не виходила до самої смерті. Вона померла 24 травня 1921 року. Лавкрафт тяжко переживав смерть матері, але за кілька тижнів у його житті відбулася серйозна зміна — на конференції журналістів-аматорів у Бостоні 4 липня 1921 року він зустрів жінку, яка згодом стала його дружиною. Це була Соня Грін, єврейка родом з України, з міста Ічня (нині Чернігівська область) на сім років старша за самого Говарда. З першої зустрічі вони знайшли одне в одному багато спільного, і Лавкрафт часто відвідував її в Брукліні в 1922 році. Їхні стосунки не були секретом, і тому повідомлення про весілля 3 березня 1924 року не стало несподіванкою для їхніх друзів. Утім, це було повною несподіванкою для його тіток, яких він сповістив тільки письмово після того, як одруження вже відбулося.
Лавкрафт переїхав до дружини в Бруклін, тоді він вже заробляв як професійний письменник, публікуючи свої ранні роботи у «Weird Tales», а Соня тримала успішний магазин капелюшків на П'ятій авеню в Нью-Йорку і починала свою літературну діяльність. Але пізніше магазин розорився, а Лавкрафт втратив роботу редактора в «Weird Tales». До того ж, здоров'я Соні погіршилося, і її поклали у лікарню Нью-Джерсі. Першого січня 1925 року Соня поїхала до Клівленда, щоб почати підприємницьку і письменницьку справу там, а Лавкрафт переселився до однокімнатної квартири в одному з районів Брукліна під назвою Ред-Гук (Red Hook). У цей час з-під його пера вийшли такі твори, як «Покинутий будинок» («The Shunned House», 1924), «Жах у Ред-Гуку» («The Horror at Red Hook») і «Він» («He») (обидва також 1924).

### Повернення до Провіденса

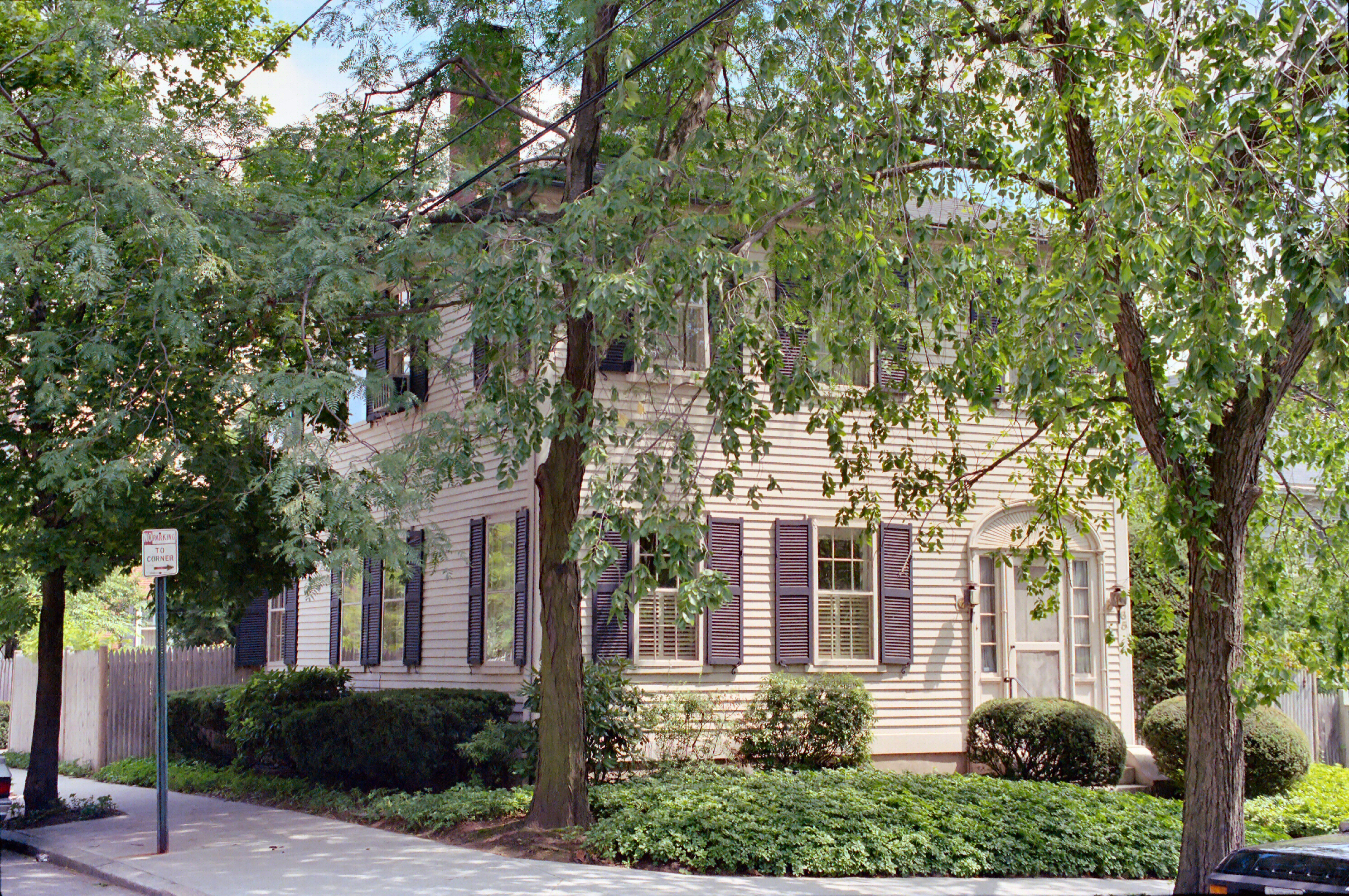
Будинок Лавкрафта, у якому він жив з травня 1933 по березень 1937 року

На початку 1926 року Лавкрафт задумав повернутися в Провіденс, за яким сумував увесь цей час. Водночас його шлюб дав тріщину, і пізніше, у 1929 році, розпався остаточно.
Повернувшись 17 квітня 1926 року в Провіденс, Лавкрафт не вів самотній спосіб життя, як це було в період з 1908 по 1913 року. Навпаки, він багато подорожував старовинними місцями (Квебек, Нова Англія, Філадельфія, Чарльстон) і плідно працював. У цей час він написав низку найкращих своїх творів, серед яких «Поклик Ктулху» («The Call of Cthulhu», 1926), «На стрімчаках божевілля» («At the Mountains of Madness», 1931), «Тінь з позачасся» («The Shadow out of Time», 1934—1935). Водночас він вів активне листування як зі своїми старими друзями, так і з багатьма молодими авторами, які своєю кар'єрою на цьому терені зобов'язані багато в чому Лавкрафту (Огюст Дерлет, Дональд Вандру, Роберт Блох, Фріц Лейбер). У цей час він написав безліч статей з політики та економіки, а також з усіх тих предметів, які його продовжували цікавити, — від філософії й літератури до історії та архітектури.
Особливо тяжкими виявилися останні два-три роки його життя. У 1932 році померла одна з його тіток, Міс Кларк, і Лавкрафт 1933 року переїхав до кімнати в будинку 66 по Коледж Стріт разом зі своєю другою тіткою, Міс Ганвелл. Після самогубства Роберта Говарда, одного з найближчих його друзів по листуванню, Лавкрафт впав у депресію. У цей же час прогресувало захворювання, яке потім стало причиною його смерті, — рак тонкої кишки.

### Смерть та вшанування пам'яті

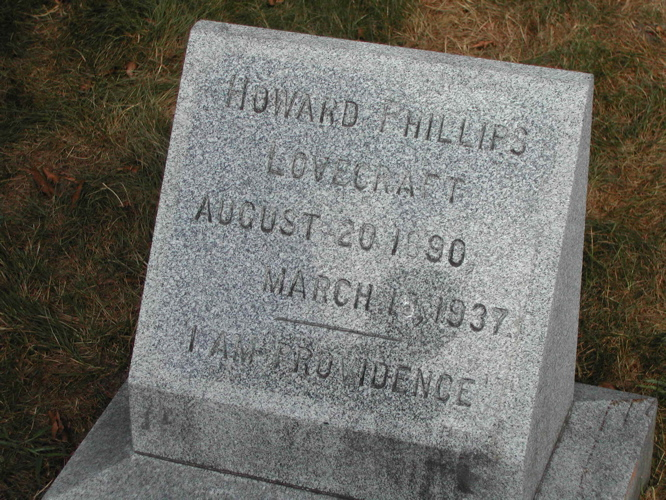
Могила Говарда Лавкрафта з написом «Я — Провіденс» (буквальний переклад «Я — Провидіння»)

Узимку 1936—1937 років хвороба настільки прогресувала, що Лавкрафта поклали у лікарню (Jane Brown Memorial Hospital) 10 березня 1937 року, де він і помер п'ять днів по тому. Ввечері того ж дня газета «Providence Evening Bulletin», а 16 березня і «New York Times», опублікували некрологи. У першому з них зазначалося, що Лавкрафт продовжував робити письмові нотатки, поки міг тримати олівець.
Поховано Лавкрафта 18 березня 1937 року на родинній ділянці на кладовищі «Свон-Пойнт» (англ. Swan Point Cemetery). Багато друзів Лавкрафта — Гейзл Гільд, Роберт Блох, Кеннет Стерлінг, Кларк Ештон Сміт, Генрі Каттнер — надсилали листи з приводу його смерті у «Weird Tales», які публікувалися з червня 1937 року. Жак Берж'є у вересневому номері написав: «Відхід Лавкрафта, як мені здається, знаменує кінець цілої епохи в історії американської фантастичної літератури…»
Через кілька днів Роберт Гейворд Барлоу забрав безліч книг і рукописів Говарда Лавкрафта, включаючи «Інструкції на випадок смерті». Це викликало хвилю обурення шанувальників письменника, які вирішили, що Барлоу привласнив його напрацювання. Проте Барлоу разом з Огюстом Дерлетом видали збірник «The Outsider and Others» на 1500 сторінках, який включав 36 оповідань та есе «Надприродні жахи в літературі», що вийшов 1939 року. Окрім цього, Дерлет активно публікував твори Лавкрафта в журналі «Weird Tales». Під час Другої світової війни нове видавництво Arkham House видало збірку «Beyond the Wall of Sleep» (1943), а Дерлет опублікував листи й компіляції. Він же протягом 1940-х років почав писати власні твори, навіяні «Міфами Ктулху», як він назвав систему вигаданих Говардом Лавкрафтом божеств, місць та артефактів.
Соня Грін, котра довідалася про смерть колишнього чоловіка тільки в 1945 році, написала спогади, видані в «Providence Sunday Journal» (1948). Британський видавець Віктор Голланц зацікавився виданням Лавкрафта в Англії та опублікував там низку його творів у 1951 році. У 1954 році томи творів Лавкрафта були видані у Франції, а згодом у Німеччині, Італії, Іспанії та Південній Америці. Лідером фендому «Міфів Ктулху» в 1950-ті роки став Джордж Ветцель. За його сприяння було надруковано маловідому прозу, вірші та наукові статті Лавкрафта.
На початку 1960-х років спадок Лавкрафта був помічений кінематографом. З'явилися фільми: «The Haunted Palace» (1964), «Die, Monster, Die» (1965) і «The Shuttered Room» (1967). Кульмінація популярності «Міфів Ктулху» і їхнього засновника настала в 1975 році, коли майже одночасно вийшли книги: «Лавкрафт: біографія» Лайона Спрег де Кампа, «Говард Філіпс Лавкрафт: Мрійник на нічній стороні (Howard Phillips Lovecraft: Dreamer on the Nightsid)» Френка Белкнепа Лонга й «Лавкрафт нарешті (Lovecraft at Last)» Вілліса Коновера. Алюзії на творчість Лавкрафта з'явилися у Сідні Дж. Перельмана, Хорхе Луїса Борхеса, Джона Апдайка й Умберто Еко.
У 1975 році на Всесвітньому конвенті фентезі було засновано премію World Fantasy Award, нагородою в якій до 2016 року слугував бюст Лавкрафта.

## Творчість

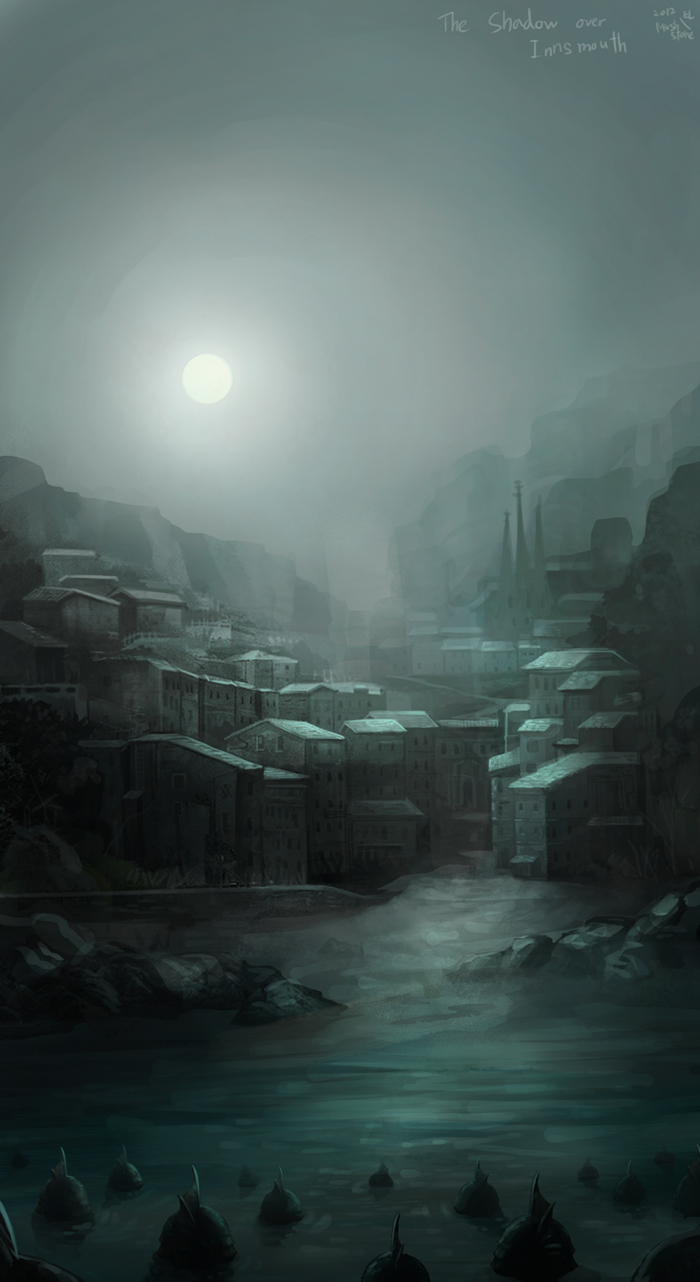
Невелике тихе місто з моторошними секретами — типове місце дії творів Лавкрафта

### Стиль
У 1910-1920-х роках Лавкрафт перебував під впливом творчості лорда Дансені, нерідко стилізуючи під нього власні тексти. Також на нього вплинув американський романтизм, зокрема Едгар Аллан По. Лавкрафт часто звертався до традиційної готичної атрибутики: таємничого будинку, магічних книг, заклинань, зловісного вітру, страхітливих звуків.
У 1930-х роках автор поєднував реалізм і фантастичні елементи, описуючи «багатовимірну» реальність, де героєві складно відрізнити дійсність від уяви. Лавкрафт використовував сюжети східної, античної та західноєвропейської історії, з додаванням історії Нової Англії. Елементи жахливого слугували виразним засобом, контрастуючи з повсякденною реальністю. Більшість творів 1930-х років мали атмосферу невизначеності, вселенської байдужості й передчуття жахливого фіналу. Лавкрафт вводив до них новоанглійські фольклорні мотиви і частіше звертався до словесних штампів (подача творів як щоденників, використання епітетів «невимовний», «богохульний»), за які нерідко був критикований.

### Тематика
Витоками творчості Говарда Лавкрафта вважається загальна криза ідей та цінностей на рубежі XIX—XX століть, за якої панувало відчуття неможливості надати цілісності й гуманізму світорозумінню. Крім літератури жахів, Говард Лавкрафт створив багато романтичної поезії, хоч сам виступав проти романтики, яка, на його думку, звужувала світогляд. У його поезії частим мотивом є ескапізм, оманливі мріяння.
Заборонені знання
Заборонені знання є центральною темою в багатьох творах Лавкрафта. Багато з його персонажів керуються цікавістю чи науковим інтересом і для досягнення своїх цілей використовують книги, такі як «Некрономікон», що призводить до їхньої загибелі чи безумства.
Кордонам раціонального та ірраціонального надається велике значення у творах Говарда Лавкрафта. Його герої постійно перебувають на межі, за якою їх колишні поняття про світ виявляються ілюзорними. Світ для них стає одночасно раціональним (людина розуміє речі, які не могла пояснити раніше) та ірраціональним (колишні знання і віра вступають в конфлікт з новим знанням).
Вплив на людство інших істот
Істоти Міфів Ктулху в Лавкрафта часто мають слуг-людей; Ктулху, наприклад, поклоняються під різними іменами ескімоси в Гренландії, культи вуду з Луїзіани, і в багатьох інших частинах світу.
Багато істот Міфів Ктулху надто сильні, щоб бути переможеними людьми, і настільки жахливі, що пряма зустріч з ними означає божевілля для звичайної людини. Часто (але не завжди) такі істоти володіють інтелектом, який набагато перевершує людський, високими технологіями чи існують в більшій кількості вимірів, ніж доступно нашому сприйняттю. Серед них зустрічаються як істоти, які впливають пасивно (напр. Ктулху), лише своєю присутністю, так і активно, які хочуть дослідити людей чи використати для досягнення своїх цілей (напр. Мі-го).
Успадковані провини
Неодноразово згадуються в оповіданнях Лавкрафта ідея про те, що нащадки в родоводі ніколи не можуть уникнути покарання за злочини, скоєні їх предками, принаймні, якщо злочини пов'язані з окультизмом. Нащадки можуть бути дуже далекі, як в місці так і в часі від самого акту злочину, і тим не менш, кара настигне їх. Ця тема зустрічається в творах: «Щури у стінах», «Зачаєний жах», «Факти стосовно покійного Артура Джерміна та його родини», «Алхімік», «Тінь над Іннсмутом», «Фатум, що спіткав Сарнат» і «Справа Чарльза Декстера Ворда».
Доля
Часто в творах Лавкрафта герой не в змозі контролювати свої дії, або не вважає за можливе змінити хід подій. Багато з його персонажів не були б у небезпеці, якби просто втекли, проте ця можливість або ніколи не виникає, або якось обмежується деякими зовнішніми містичними силами, наприклад, в «Позаземному кольорі» і «Снах у відьомському домі». У деяких випадках фатум проявляється над цілим людством, і ніяке спасіння для нього неможливе («Тінь з позачасся», «Поки не висохнуть моря»).
Разом з тим нерідко в творах Лавкрафта наголошується на циклічності, одні цивілізації змінюються іншими, забуті знання повертаються чи відкриваються заново («Сни у відьомському домі», «Тінь з позачасся»).
Цивілізація під загрозою
Лавкрафт часто розглядає ідею боротьби цивілізації з примітивним варварством. Іноді варварство приходить як зовнішня сила, яка руйнує цивілізацію в ході війни (наприклад, в опровіданні «Поляріс»). Іноді небезпека виходить від людей, позбавлених моралі («Гербет Вест — Реаніматор», «Модель для Пікмана»). Але найчастіше за тим і тим стоять надлюдські істоти, наприклад, Великі Древні.
Раси, національності та класи
Расизм є найбільш спірним аспектом робіт Лавкрафта. У таких класичних повістях, як «Жах у Ред-Гуку», «Поклик Ктулху», «Він», носіями зла, шанувальниками диявольських сил виступають етнічні меншини — негри, китайці, індіанці. Але в творах «Морок над Іннсмутом», «Данвіцький кошмар», «Малюнок у будинку», «Зачаєний жах» носіями зла виявлялися представники білої раси голландського та англійського походження. Неокультурені народи в його творах не усвідомлюють небезпеки від зберігання древніх жахливих таємниць, поклоніння божествам, про які цивілізовані люди вже забули. Напівдикі племена ближче до цивілізацій та істот, які населяли Землю в минулому і можуть повернутися, тому вони й наводять жах на людину західного типу, що живе в цивілізованому штучному світі.
Релігія

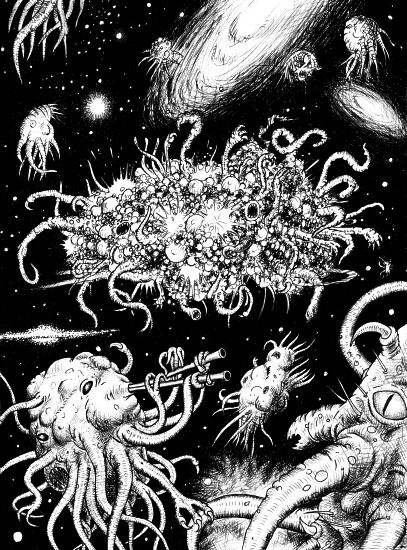
Космічні боги Лавкрафта на ілюстрації Домініка Сігнорета

У роботах Лавкрафта правлять кілька різних пантеонів божеств (насправді цілком природних істот різного ступеня розвитку), які є байдужими до людства. Вони можуть творити те, що люди сприймають за зло, але не ставлять собі на меті знищувати або поневолювати людей. Люди для них так само незначні, як для людей бруд чи дрібні комахи, яких люди знищують, навіть не помічаючи цього. Божеств Великих Древніх письменник описує «безглуздими богами», щиро вклонятися яким можуть лише божевільні.
Його світогляд, породжений заняттями астрономією, зводив всю історію людської раси до наносекунд в царстві нескінченного простору і часу; і будь-яке припущення — неважливо, метафізичне або етичне — що людство, імовірно, може мати якусь космічну важливість, змушувала його давати опонентам відсіч з усією доступною риторичною силою. Однією з теорій, до якої він вдавався у своїй боротьбі проти телеології, було «вічне повернення» Ніцше — згідно якої, враховуючи нескінченність простору, часу і матерії, всі істоти і події у всесвіті приречені повторюватися незліченну кількість разів. Однак поступово Лавкрафт був змушений відступити від ідеї вічного повернення і змінити її на більш науково обґрунтовану ідею ентропії — поступової деградації всієї енергії космосу до стану теплового випромінювання. Ця ідея деяким чином відбивається в тих розповідях Лавкрафта, де він змальовує загибель Сонця і зникнення будь-якого життя на цій планеті і у всій сонячній системі. Немає повної впевненості, що Лавкрафт насправді приймав ідею ентропії; для цього він був надто відданий ідеї вічності і безмежності всесвіту.
|  | Я, безумовно, не бачу іншої розумної позиції крім тієї, що виникає з повного скептицизму, приправленого схильністю до того, що існуючі докази роблять найбільш вірогідним. Все, що я хочу сказати — по-моєму, страшенно малоймовірно, щоб існувало щось на зразок єдиної космічної волі, духовного світу чи вічного буття для особистості. З усіх припущень, які можна зробити щодо всесвіту, вони найбільш невідповідні і голослівні, а я недостатньо педантичний, щоб прикидатися, що не розцінюю їх як найзапеклішу і нікчемну маячню. Теоретично я агностик, але аж до появи раціональних доказів мене слід класифікувати, умовно і фактично, як атеїста. Шанси на істинність теїзму для мене настільки мікроскопічні, що я б був педантом і лицеміром, назви я себе інакше. |

|  | Моя точка зору — що релігія все ще придатна для натовпу, що вона, як ніщо інше, допомагає впорядковувати його поведінку і що вона дає натовпу емоційне задоволення, яке той ніде більше не може отримати. Я не кажу, що вона справляється з будь-яким з цих завдань так само добре, як справлялася раніше, але все-таки кажу, що, з моєї точки зору, ніщо інше не змогло б впоратися з ними так само добре навіть зараз. З листів Лавкрафта до Моріса У. Мо |

### Твори

#### Прозові твори
- Азатот (англ. Azathoth)
- Алхімік (англ. The Alchemist)
- Безіменне місто (англ. The Nameless City)
- Білий вітрильник (англ. The White Ship)
- Справа Чарльза Декстера Ворда (англ. The Case of Charles Dexter Ward)
- Вулиця (англ. The Street)
- Він (англ. He)
- Герберт Вест — Реаніматор (англ. Herbert West: Reanimator)
- Гробниця
- Гіпнос (англ. Hypnos)
- Дагон (оповідання) (англ. Dagon)
- Данвічський жах (англ. The Dunwich Horror)
- Дерево (англ. The Tree)
- Факти стосовно покійного Артура Джерміна та його родини (англ. Facts Concerning the Late Arthur Jermyn and His Family)
- Дуже дивний народ (англ. The Very Old Folk)
- Жах у Ред-Гуку (англ. The Horror at Red Hook)
- З позамежжя (англ. From Beyond)
- За стіною сну (англ. Beyond the Wall of Sleep)
- Ex Oblivione
- Той, Хто Чаїться у Темряві (англ. The Haunter Of The Dark)
- Загадковий дім на туманному стрімчаку (англ. The Strange High House in the Mist)
- Заточений з фараонами (англ. Imprisoned with the Pharaos)
- Звір в печері (англ. The Beast in the Cave)
- Ібід (англ. Ibid)
- Ізгой (англ. The Outsider)
- Інші боги (англ. The Other Gods)
- Істота за порогом (англ. The Thing on the Doorstep)
- Малюнок у будинку (англ. The Picture in the House)
- Книга (англ. The Book)
- Коти Ултара (англ. The Cats of Ulthar)
- Натура для Пікмана (англ. Pickman's Model)
- Жахливий Стариган (англ. The Terrible Old Man)
- Музика Еріха Цанна (англ. The Music of Erich Zann)
- Місячні болота (англ. The Moon-Bog)
- На стрімчаках божевілля (англ. At the Mountains of Madness)
- Нащадок (англ. The Descendant)
- Невимовне (англ. The Unnamable)
- Ньярлятотеп (англ. Nyarlathotep)
- Пам'ять (англ. Memory)
- Перевтілення Хуана Ромеро (англ. The Transition of Juan Romero)
- Пес (англ. The Hound)
- Барва з позамежжя світу (англ. The Colour Out of Space)
- Свідчення Рендольфа Картера (англ. The Statement of Randolph Carter)
- Покинутий будинок (англ. The Shunned House)
- Поклик Ктулху (англ. The Call of Cthulhu)
- Поляріс (англ. Polaris)
- Пошуки Іранона (англ. The Quest of Iranon)
- Сновидні пошуки незвіданого Кадата (англ. The Dream Quest of Unknown Kadath)
- Зачаєний жах
- Фатум, що спіткав Сарнат (англ. The Doom That Came to Sarnath)
- Селефаїс (англ. Celephaїs)
- Служитель зла (англ. The Evil Clergyman)
- Сни у відьминому домі (англ. Dreams in the Witch-House)
- Срібний ключ (англ. The Silver Key)
- Старий Вар'ят (англ. Old Bugs)
- Той, хто шепче в пітьмі (англ. The Whisperer in Darkness)
- Тінь з позачасся (англ. The Shadow Out of Time)
- Морок над Інсмутом (The Shadow Over Innsmouth)
- Таємниця Кладовища (англ. The Mystery of the Graveyard)
- У склепі (англ. In The Vault)
- Свято (англ. The Festival)
- Холод (англ. Cool Air)
- Храм (англ. The Temple)
- Що приносить Місяць (англ. What the Moon Brings)
- Щури в стінах (англ. The Rats in the Walls)

#### Поезія
Цикли поезій:
- Гриби з Югготу (англ. Fungi from Yuggoth)
- Древній слід (англ. The Ancient Track)

#### Наукові праці
- Надприродні жахи в літературі (англ. Supernatural Horror in Literature)

Крім того, Лавкрафт написав багато робіт у співавторстві з іншими письменниками. Частина його праць була завершена послідовниками вже по смерті, особливо Огюстом Дерлетом. Збереглися численні наукові праці Лавкрафта з філософії та астрономії, його статті для журналів та листування з читачами, яке налічує понад 10000 листів (за твердженням Лайона Спрег де Кампа понад 100000).

## Екранізації та адаптації
- «Говард Лавкрафт і Замерзле Королівство» («Howard Lovecraft and the Frozen Kingdom») — перша частина американської трилогії мультфільмів, заснованих на однойменному графічному романі про Лавкрафта (друга — "Howard Lovecraft and the Undersea Kingdom", третя –"Howard Lovecraft and the Kingdom of Madness"). Дія відбувається у 1897—1898 роках, у дитинстві письменника. Стрічка із рейтингом 7+ компонує як біографію, так і твори Лавкрафта. Наразі, українського перекладу не існує.

- «Барва з позамежжя світу» — американський науково-фантастичний фільм жахів, знятий у 2019 році за мотивами однойменного оповідання Говарда Лавкрафта.

### Література

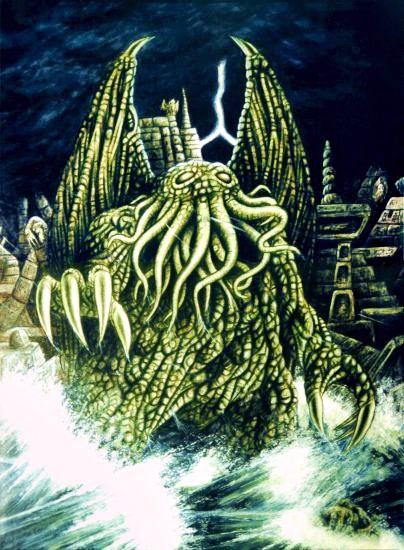
Ктулху — одне з найвідоміших придуманих Лавкрафтом божеств

## Вплив

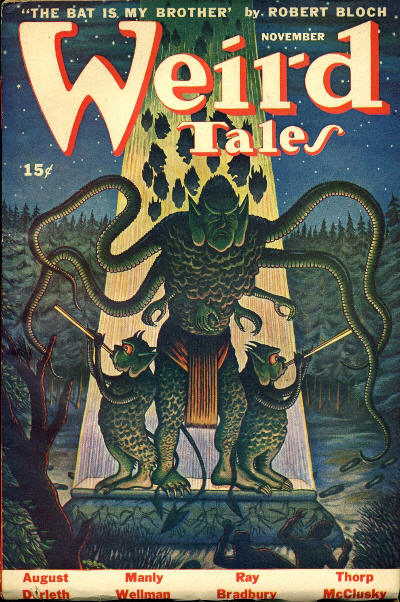
Обкладинка журналу „Weird Tales“, натхненна творами Говарда Лавкрафта (1944)

### Релігія
Окультист Кеннет Ґрант вважав, що Говард Лавкрафт отримав містичні знання уві сні, які виклав у своїх творах, прирівнюючи його до Олени Блаватської та Алістера Кроулі. «Книгу Закону» Кроулі він інтерпретував як «Книгу Закону Великих Древніх», божеств «Міфів Ктулху». При цьому окультист вважав, що Лавкрафт спотворив отримані знання через свої матеріалістичні погляди. Він запропонував власне зіставлення міфології Лавкрафта й учення Кроулі, знайшовши багато відповідників та схожостей. Ґрант стверджував, що входив у контакт з такими описаними Лавкрафтом істотами, як Глибоководні.
Мішель Бортьо, практик «Гностичного Вуду», майстер «Культу Чорної Змії» та керівник «Монастиря Семи Променів», стверджував, що описане Лавкрафтом божество Шаб-Ніґґурат відповідає його жіночому принципу морської кози. За словами Бортьо, йому вдавалося прикликати Глибоководних за певних астрономічних умов і використання статуй морських чудовиськ.
Вілбур Ветлі інтерпретував описуване Лавкрафтом повернення божеств Великих Древніх як очищення Землі. Майкл Аквіно, один із засновників сетіанства, вважав Лавкрафта філософом. Зображених Лавкрафтом божеств він називав доброзичливими, які не вимагають поклоніння, окрім лише здійснення ритуалів, необхідних для їхнього пробудження. Вони начебто дали людям свої знання в часи, коли перебували на Землі. Аквіно розробив ритуали прикликання цих істот, котрі після свого повернення мають повалити християнського Бога. Окультист навіть розробив спеціальну Юґґотичну мову на основі згадуваних Говардом Лавкрафтом заклять. В 1972 році Аквіно написав у газеті Церкви Сатани «Роздвоєне Копито» статтю, в якій намагався визначити місцезнаходження Р'льєху — міста, де спить Великий Древній Ктулху.
У 1981 році Стівеном Ґрінвудом було засновано Езотеричний Орден Дагона, за вченням якого Лавкрафт отримав таємні знання про світоустрій. У 1960-ті Ґрінвуд взяв собі ім'я Рендольфа Картера, одного з героїв творів Лавкрафта.

### Музика
Проза Говарда Лавкрафта послугувала джерелом натхнення для численних співаків і музикантів. До лавкрафтівської тематики зверталися гурти «Nox Arcana», «Metallica», «Lustmord», «Catacombs», «The Vision Bleak», «Therion». Одним з перших до тематики Лавкрафта звернувся гурт «H.P. Lovecraft» в 1967 році. Переважно натхненна творами письменника музика належить до напрямів дарк-метал, дез-метал, ембіент.
Концепція альбомів «The Black Circus Part 1: Letters» (2006) та «The Black Circus Part 2: Disclosure» (2007) датського прогресив-метал гурту «Manticora» також була натхненна всесвітами Говарда Лавкрафта.

### Ігри
Ідеї та твори Говарда Лавкрафта знайшли втілення в багатьох настільних іграх, зокрема настільних рольових. Однією з перших, повністю присвячених лавкрафтівській прозі, стала Call of Cthulhu, випущена в 1981 році. Популярність подібних ігор стала зростати в 1990-ті та 2000-ні роки. За цей період вийшли: Arkham Horror (1987, 2005), Mythos (1996), Cthulhu Live (1997), Delta Green (1997), Call of Cthulhu, Collectible Card Game (2004), Cthulhu 500 (2004), Call of Cthulhu: The Card Game (2008), Trail of Cthulhu (2008), CthulhuTech (2008), Elder Sign (2011), Mansions of Madness (2011), Eldritch Horror (2013).
На творах Говарда Лавкрафта засновані відомі серії відеоігор та окремі ігри: Alan Wake, Alone in the Dark, Quake, Amnesia, Call of Cthulhu: Dark Corners of the Earth, Penumbra, Dead Space, The Vanishing of Ethan Carter, Bloodborne, Darkest Dungeon, Eldritch та ін. Посилання на «Міфи Ктулху» зустрічаються в безлічі інших настільних та відеоігор.
У 2019 українська компанія Frogwares випустила гру під назвою The Sinking City. Гра виконана в жанрі action-adventure з відкритим світом. The Sinking City — це поєднання детективного розслідування і жахів, заснованих на творчості Лавкрафта, зокрема, його «Міфах Ктулху».

## Переклади українською
Перші повні офіційні переклади творів Говарда Лавкрафта українською з'явилися лише на початку 21-го століття. Тривалий час твори письменника мали лише окремі фанатські переклади. Так, наприклад, шанувальники творчості Лавкрафта викладали власні переклади українською його творів та літературної критики про нього на сайті «Поетичні майстерні».
Найраннішим офіційним перекладом Лавкрафта українською був переклад оповідання «Коти Ултара» під назвою «Помста» в скороченому варіанті, опублікований 1999 року в збірнику текстів для переказів українською «Українська мова» від видавництва «Світ дитинства». У 2010 році Дариною Семеновою було виконано переклад оповідання «Поклику Ктулху», надрукований у журналі «Всесвіт», № 5-6. Пізніше з'явився фрагмент оповідання «Герберт Вест — Реаніматор», зроблений Остапом Українцем та надрукований у журналі «Всесвіт» № 11-12 за 2012 рік. Згодом, у журналі «Світ Фентезі», також публікувалися поодинокі переклади українською його поезії та прози, як повних, так і уривків. Зокрема, оповідання «Азатот» (2014), «Немезіда» (2015).
Як стало відомо у 2015 році на 22 Форумі видавців у Львові, видавництво Жупанського запланувало видати повне зібрання прозових творів Говарда Лавкрафта в трьох томах протягом 2016—2017 року. У квітні 2016 року на Книжковому арсеналі-2016 було представлено перший том (твори 1917—1926 років). У квітні 2017 року на Книжковому арсеналі-2017 було представлено другий том (твори 1926—1928 років). У квітні 2018 року на Книжковому арсеналі-2018 було представлено третій том (твори 1928—1937 років).
У 2016 було видано український переклад оповідання «Біла мавпа. Правда про смерть Артура Джерміна і його сім'ю» (видавництво Орієнтир, окремою книжкою) та «Поклик Ктулгу» (видавництво КСД у збірці «Колір зла»).
У серпні 2018 року стало відомо, що збірка вибраних текстів «Поклик Ктулгу» Говарда Лавкрафта вийшла в українському перекладі у видавництві Komubook; перекладачі — Тарас Бойко, Анатолій Олійник та Павло Швед. Тоді ж у 2019 році видавництва Фоліо видало повне зібрання творів у шести томах.
- Говард Лавкрафт. «Біла мавпа. Правда про смерть Артура Джерміна і його сім'ю». Переклад з англійської: Андрій Харченко. Київ: Орієнтир, 2016. — 32 стор. ISBN 978-966-2610-81-9 (Сучасники і класики).
- Говард Лавкрафт. «Поклик Ктулгу». // Стівен Кінг та інші. Колір зла: збірка.[К 1] Переклад з англійської: Андрій Яремчук. Харків : КСД, 2016. — 460 стор. ISBN 978-617-12-0478-2
- Говард Лавкрафт. Повне зібрання прозових творів у 3 томах. Т. 1.[К 2] Переклад з англійської: Катерина Дудка і Остап Українець. Київ: Вид. Жупанського, 2016. — 448 стор. ISBN 978-966-2355-69-7 (Майстри світової прози).
- Говард Лавкрафт. Повне зібрання прозових творів у 3 томах. Т. 2.[К 3] Переклад з англійської: Катерина Дудка і Остап Українець. Київ: Вид. Жупанського, 2017. — 480 стор. ISBN 978-966-2355-82-6 (Майстри світової прози).
- Говард Лавкрафт. Повне зібрання прозових творів у 3 томах. Т. 3.[К 4] Переклад з англійської: Владислава Носенка. Київ: Вид. Жупанського, 2018. — 456 стор. ISBN 978-966-2355-96-3 (Майстри світової прози).
- Говард Лавкрафт. «Поклик Ктулгу» та інші історії жаху[К 5]. Переклад з англійської: Анатолій Олійник, Тарас Бойко, Роман Осадчук, Павло Швед. Київ: Komubook, 2019. 424 стор. ISBN 978-617-7438-15-0[30]
- Говард Лавкрафт. «Поклик Ктулгу» (збірка).[К 6] Переклад з англійської: Євген Тарнавський. Харків: Фоліо, 2019. 224 стор. ISBN 978-966-03-8528-3[31]
- Говард Лавкрафт. «Тінь над Інсмутом» (збірка).[К 7] Переклад з англійської: Євген Тарнавський. Харків: Фоліо, 2019. 384 стор. ISBN 978-966-03-8411-8[32]
- Говард Лавкрафт. «На стрімчаках божевілля» (збірка)[К 8]. Переклад з англійської: Євген Тарнавський. Харків: Фоліо, 2019. 288 стор. ISBN 978-966-03-8311-1[33]
- Говард Лавкрафт. «Сни в оселі відьми» (збірка)[К 9]. Переклад з англійської: Євген Тарнавський. Харків: Фоліо, 2019. 288 стор. ISBN 978-966-03-8909-0[34]
- Говард Лавкрафт. «Крилата смерть» (збірка)[К 10]. Переклад з англійської: Євген Тарнавський. Харків: Фоліо, 2019. 288 стор. ISBN 978-966-03-8808-6[35]
- Говард Лавкрафт. «Крізь браму срібного ключа» (збірка)[К 11]. Переклад з англійської: Євген Тарнавський. Харків: Фоліо, 2019. 288 стор. ISBN 978-966-03-8717-1[36]
- Говард Лавкрафт. «Гримуар аристократії» = Essays / пер. з англ. Соломія Курило. — К. : Пропала грамота, 2024. — 304 с. — 1000 екз. — ISBN 9786177918218.

### Зміст
1. ↑  Зміст: Стівен Кінг. Плесо, Джон Кольєр. Вечірній первоцвіт, М. Р. Джеймс. Ясен, Люсі Кліффорд. Нова матуся, Рассел Кірк. Довгий-довгий шлях попереду, Говард Лавкрафт. Поклик Ктулгу, Шерлі Джексон. Літні люди, Гарлан Еллісон. Скавучання побитих собак, Натаніель Готорн. Молодий Гудмен Браун, Дж. Шеридан Ле Фаню. Суддя Гарботтл, Рей Бредбері. Натовп, Майкл Ши. Автопсія, Едит Несбіт. Весілля Джона Чаррингтона, Карл Едвард Вагнер. Палички, Роберт Ейкман. Більше, ніж окрема людина, Фриц Лейбер. Швидкий потяг «Белсен», Роберт Блох. Ваш навіки, Джек-різник, Чарльз Л.Грант. Якщо Деймон завітає, Менді Вейд Веллман. Венді, Венді
2. ↑  Зміст: Склеп (оповідання), Дагон (оповідання), Спогади про доктора Самюела Джонсона (оповідання), Поляріс (оповідання), За стіною сну (оповідання), Пам'ять (прозовий вірш), Старий Вар'ят (оповідання), Перевтілення Хуана Ромеро (оповідання), Білий Вітрильник (оповідання), Фатум, що спіткав Сарнат (оповідання), Свідчення Рендольфа Картера (оповідання), Вулиця (оповідання), Жахливий Стариган (оповідання), Коти Ултара (оповідання), Дерево (оповідання), Селефаїс (оповідання), З позамежжя (оповідання), Храм (оповідання), Ньярлатотеп (прозовий вірш), Малюнок у будинку (оповідання), Факти стосовно покійного Артура Джерміна та його родини (оповідання), Безіменне місто (оповідання), Пошуки Іранона (оповідання), Місячні болота (оповідання), Ex Oblivione (прозовий вірш), Інші боги (оповідання), Сторонній (оповідання), Музика Еріха Цанна (оповідання), Люба Ерменґард, або Серце сільської дівчини (оповідання), Гіпнос (оповідання), Що приносить місяць (прозовий вірш), Азатот (микрооповідання), Герберт Вест — Реаніматор (оповідання), Пес (оповідання), Зачаєний жах (оповідання), Щури у стінах (оповідання), Невимовне (оповідання), Свято (оповідання), Покинутий будинок (оповідання), Жах Ред Гука (оповідання), Він (оповідання), У склепі (оповідання), Холод (оповідання)
3. ↑  Зміст: «Поклик Ктулху», «Сомнабулічний пошук незвіданого Кадата», «Справа Чарльза Декстера Ворда», «Барва з позамежжя світу» та «Жахіття Данвіча».
4. ↑  Зміст: Шепіт у пітьмі, У горах божевілля, Морок над Інсмутом, Сни у відьминому домі, Потвора на порозі, Книга, Зловісний пастир, За пеленою часу, Той, Хто Чаїться у Темряві
5. ↑  Зміст: Прадавня стежка, Пам'ять, Даґон, Селефаїс, Коти Ультару, Сторонній, Ілюстрація в давній книзі, Герберт Вест — реаніматор, Холодне повітря, Поклик Ктулгу, Колір, що зійшов з небес, Тінь над Інсмутом, Шептун у темряві
6. ↑  Зміст: Герберт Вест, реаніматор, Даґон, Поклик Ктулху, Кішки Альтараб Лампа Аль-Хазреда, Пікменівська модель, Музика Еріха Занна, Перевтілення Хуана Ромеро, Фестини, Срібний ключ, Гробівець, Барва з-за меж Всесвіту
7. ↑  Зміст: Тінь над Інсмутом, Жахіття Данвіча, Той, хто шепоче в темряві, У дрімотних пошуках незвіданого Кадату
8. ↑  Справа Чарльза Декстера Ворда, На стрімчаках божевілля
9. ↑  Зміст: Зелений Луг, За бар'єром сну, Зізнання Рендольфа Картера, Целефас, Ньярлятотеп, Пошуки Іранона, Ex Oblivione, Безіменне Місто, Гіпнос, Покинутий будинок, Дивна хатинка на стрімчаку в імлі, Електричний кат, Сни в оселі відьми, Дерево на пагорбі, У невидимих стінах Ерікса, Відьмина Балка
10. ↑  Зміст: Маленька скляна плящинка, Звір у печері, Алхімік, Потойбічний, Хаос, що крадеться, Страх, що зачаївся, Азатот, Кохані мерці, Неназване, Пожирач привидів, Дві чорні пляшки, Крилата смерть, Завсідник темряви, Нічний океан, Потвора на порозі, Зловісний прибулець, Темне братерство
11. ↑  Зміст: За межами Еносу, Що приносить місяченько, Похований з фараонами, У крипті, Місячне болото, Інші боги, Крізь браму срібного ключа, Поза буттям, Під покровом сну, Дуже стародавній народ, Тварюка в місячному сяйві, Спадок Пібоді